# رابرت می، بارون می اکسفورد
رابرت می، بارون می آکسفورد (انگلیسی: Robert May, Baron May of Oxford؛ زادهٔ ۸ ژانویهٔ ۱۹۳۶ – درگذشته ۲۸ آوریل ۲۰۲۰) یک دانشمند اهل بریتانیا بود.
وی همچنین برنده جوایزی همچون مدال کاپلی شده‌است.